# Сюмбадзюнки
Сюнбадзюнки (舜 馬順熙, 1185—1248) — 2-й правитель острова Рюкю из династии Сюнтэн (1237—1248). Был сыном Сюнтэна.
Правление Сюнбадзюнки отмечено строительством замка Сюри и японской системы письма кана . Китайский язык и письменность не был быть введен до позже примерно столетие; даже после этого правительственные документы продолжали писать на кане , как и многие стихи.
Сюндзюнки умер в 1248 году, и ему наследовал его сын Гихон.

## Источник
- Е. В. Пустовойт. История королевство Рюкю (с древнейших времен до его ликвидации) — Владивасток, Русский остров; 2008—129 стр. илл.